# Serra de Trescul
La Serra de Trescul és una serra situada al municipi de les Valls de Valira a la comarca de l'Alt Urgell, amb una elevació màxima de 2.396 metres.